# Jonas Myrin
Jonas Myrin, född 1982 i Örebro, är en American Grammy-vinnande sångare och musiker. Han är även låtskrivare för flera artister som släppt skivor i Europa, Japan och USA. Jonas Myrin har samarbetat och skrivit med internationella artister och låtskrivare som Andreas Kleerup, Björn Yttling, Peter Kvint, Scratch, Iain Archer, John Hill, Guy Sigsworth, Joel Pott och Justin Hawkins.

## Tidiga år
Jonas Myrins föräldrar var missionärer, vilket innebar att han som ung fick resa genom Ryssland, Sydafrika, Island och genom Skandinavien. Han gick senare på gymnasiet Risbergska skolan i Örebro och flyttade till London som 17-åring för att studera musik och drama.

## Karriär
År 2002 uppträdde han i musikvideon till sången Get Over You av Sophie Ellis-Bextor där han spelade en skyltdocka i en bröllopsbutik. Under år 2007 spelade han keyboard och Wurlitzer på albumet N.B. av Natasha Bedingfield. Samma år samskrev han låten "Christmas Angels" med Michael W. Smith som fanns med på albumet It's a Wonderful Christmas. Han samskrev hiten Yours på Steven Curtis Chapmans album This Moment som släpptes 2007. Låten nominerades till en BMI Music Award.

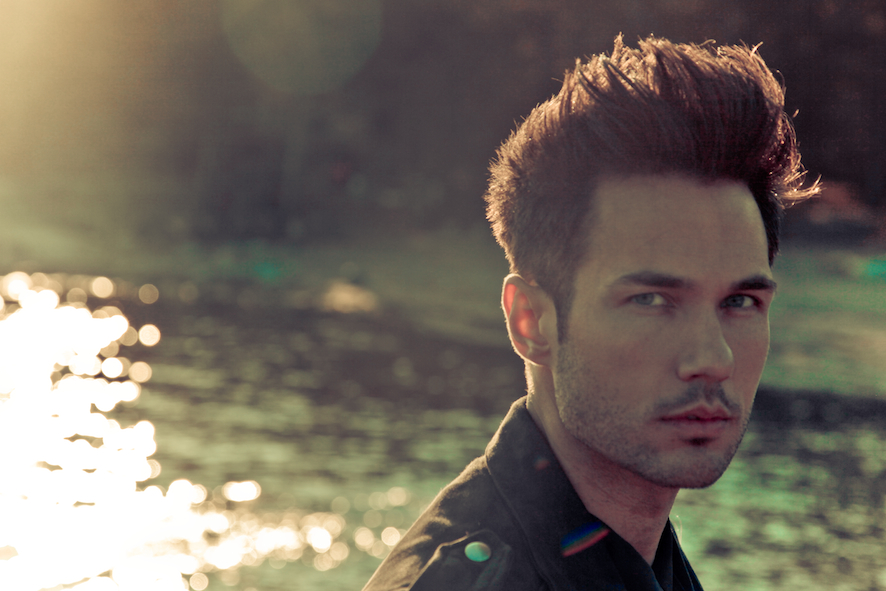
Jonas Myrin

Tillsammans med Matt Redman har han skrivit låtar till skivorna We Shall Not Be Shaken (2009) och 10 000 Reasons (2011).
Myrin har skrivit en av introlåtarna för den japanska anime-serien Fullmetal Alchemist: Brotherhood. Låten framfördes av Chemistry.
Jonas Myrin har skrivit tre av låtarna på Natasha Bedingfields skiva Strip Me, som släpptes 2011 i Europa. Där finns låten Break thru, skriven tillsammans med Andreas Kleerup. Tillsammans med John Hill skrev han Run Run Run och A little too much som bland annat blev ledmotivet till filmen Something Borrowed.
År 2011 nominerades han till en amerikansk Grammy i kategorin "Best Gospel Song'. Han har även tagit emot priser som BMI Award och Billboard Music Award för sina låtar.
Den 28 juli 2012 släppte han sin solodebutsingel Day of the Battle i Tyskland, Österrike och Schweiz via EMI och Capitol Records. Den blev en av de mest spelade låtarna av ny artist på radio i Tyskland under året 2012. Samma år i oktober turnerade han med artisten Katie Melua i södra Tyskland. 
Myrin vann en amerikansk Grammy 2013 i kategorin 'Best Contemporary Christian Music Song' för låten 10 000 Reasons (Bless The Lord) som han skrivit tillsammans med Matt Redman. 
Debutskivan Dreams Plans Everything har sin internationella release under 2013. Den spelades in tillsammans med svenska producenten Carl Wikström Ask i Stockholm och på Jungle City Studios i New York. Låtskrivare som Christian Walz och Iain Archer från det brittiska bandet Snowpatrol medverkar. Skivan är mixad av Mikael Ilbert på Hansa Studios i Berlin. 
Den 20 februari 2013 intervjuades Jonas i TV4:s Nyhetsmorgon apropå den Grammy han vann tillsammans med Matt Redman den 10 februari. Samma kategori som Elvis och Sam Cooke tidigare har vunnit i. Han spelade och sjöng även sin egenskrivna singel "The Day of the Battle" live vid pianot i studion.
Den 29 mars 2013 blev det officiellt att Myrin fått med en låt på det sydkoreanska bandet Tohoshinkis album Time [Avex Trax] som med 244 000 sålda exemplar var världens mest säljande vid ett tillfälle.

## Låtar i urval
- "A little too much", tillsammans med John Hill
- "Break thru", tillsammans med Andreas Kleerup
- "Christmas Angels", tillsammans med Michael W. Smith
- "Run Run Run", tillsammans med John Hill
- "We Shall Not Be Shaken", tillsammans med Matt Redman
- "10 000 Reasons (Bless The Lord)", tillsammans med Matt Redman

## Diskografi i urval
- 2013 – Dreams Plans Everything